# Nguyễn Đình Như Vân
Nguyễn Đình Như Vân (sinh ngày 5 tháng 12 năm 1991) là một hoa hậu, người mẫu Việt Nam. Cô đăng quang Hoa hậu Toàn cầu Việt Nam 2024 và là người Việt Nam đầu tiên đăng quang Hoa hậu Toàn cầu 2025 diễn ra tại Thái Lan, trước đó cô từng đạt danh hiệu Á Quân 1 tại cuộc thi Người mẫu Toàn năng - The New Mentor 2023.

## Tiểu sử
Như Vân sinh năm 1991 tại Đà Lạt, Lâm Đồng, cô từng là người mẫu ảnh và người mẫu thời trang chuyên nghiệp hoạt động tại Thành phố Hồ Chí Minh trước khi lấn sân sang các cuộc thi sắc đẹp. Năm 2021, cô đóng vai Anh Sa trong phim Cây táo nở hoa.

## Sự nghiệp

### Sự nghiệp người mẫu
Như Vân hoạt động trong vai trò người mẫu chuyên nghiệp, trình diễn tại nhiều show diễn của nhà thiết kế nổi tiếng, từng đoạt giải Á quân cuộc thi The New Mentor - Người mẫu toàn năng 2023. Cô còn đảm nhận vai trò huấn luyện viên chương trình thực tế The Next Gentleman - Quý ông hoàn mỹ 2024, chỉ đạo catwalk của Hoa hậu Việt Nam, Miss World Vietnam.

### Hoa hậu Toàn cầu Việt Nam 2024
Như Vân chính thức lấn sang mảng cuộc thi sắc đẹp và chính thức dành chiến thắng và dành quyền đại diện Việt Nam tại cuộc thi Hoa hậu Toàn cầu 2025.

### Hoa hậu Toàn cầu 2025
Như Vân xuất sắc trở thành đại diện Việt Nam đầu tiên đăng quang cuộc thi Hoa hậu Toàn cầu 2025 được tổ chức vào ngày 9/3/2025 tại Thái Lan, phá bỏ thành tích trước đó của Việt Nam là Á hậu 4 của Đoàn Thu Thủy tại Hoa hậu Toàn cầu 2023.

## Đời tư
Ngoài hoạt động nghệ thuật, Như Vân còn thu hút sự chú ý của công chúng vì đời tư. Cô sinh con đầu lòng khi mới 18 tuổi và trở thành bà mẹ đơn thân sau khi cuộc hôn nhân đầu tiên tan vỡ. Năm 2013, cô kết hôn lần thứ hai với một doanh nhân người Mỹ đã có 3 con. Năm 2018, cặp đôi chào đón thêm thành viên mới.
Tuy nhiên, trong cuộc trò chuyện với giới truyền thông vào ngày 16 tháng 2, cô bất ngờ xác nhận mình là một bà mẹ đơn thân. Cô không tiết lộ chi tiết về mối quan hệ của mình với người chồng phương Tây, nhưng khẳng định rằng cả hai chưa bao giờ đăng ký kết hôn.